# Habachtal
Das Habachtal ist ein Tal der Hohen Tauern im Pinzgau (Land Salzburg). In Nord-Süd-Richtung verlaufend, wird es vom Habach durchflossen, der beim Ortsteil Habach von Bramberg am Wildkogel in die Salzach mündet.
Das naturbelassene Tal im Nationalpark Hohe Tauern ist besonders wegen seines Smaragdbergwerks bedeutend.  

## Lage und Landschaft

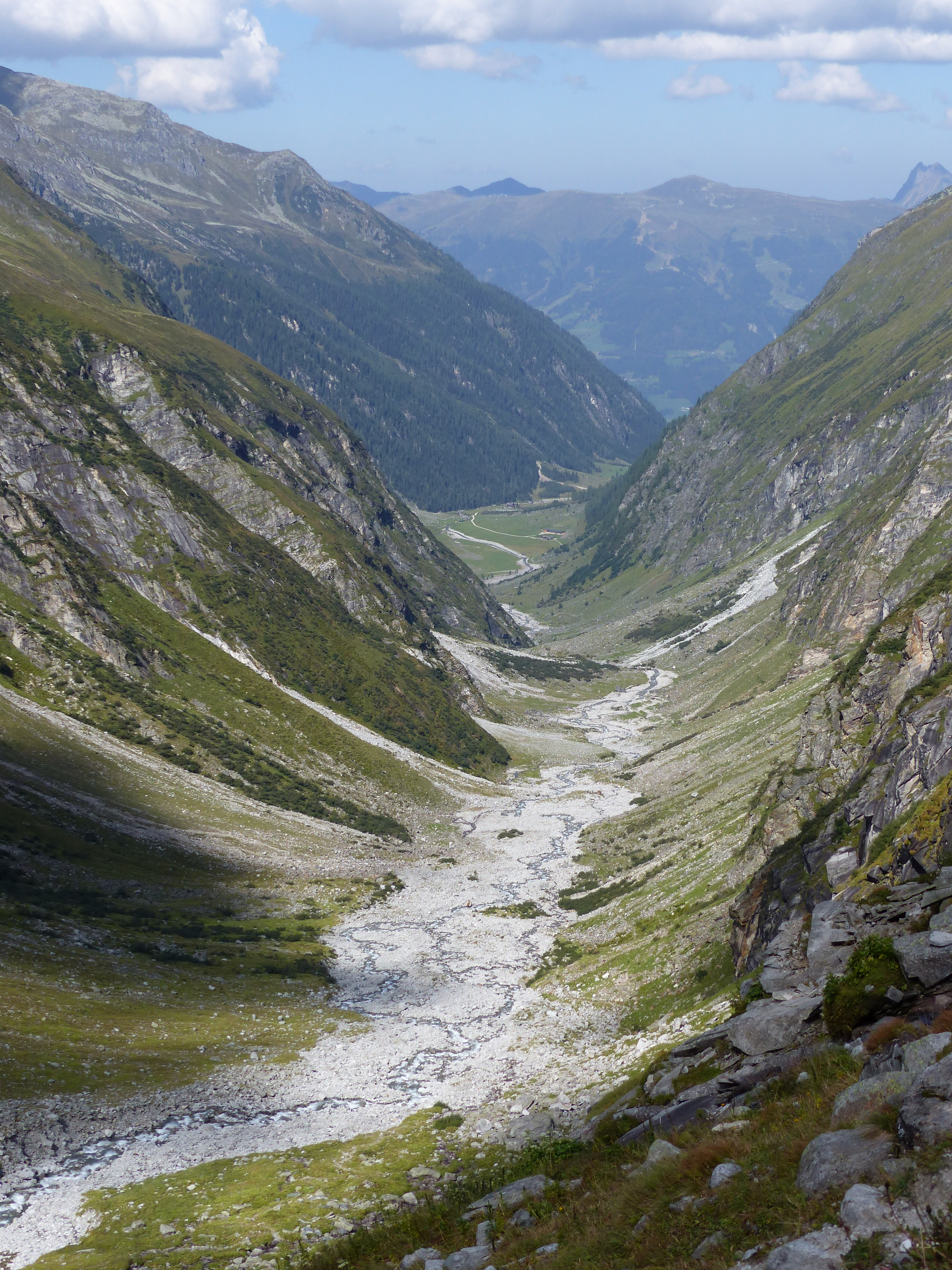
Blick ins Habachtal vom Talschluss

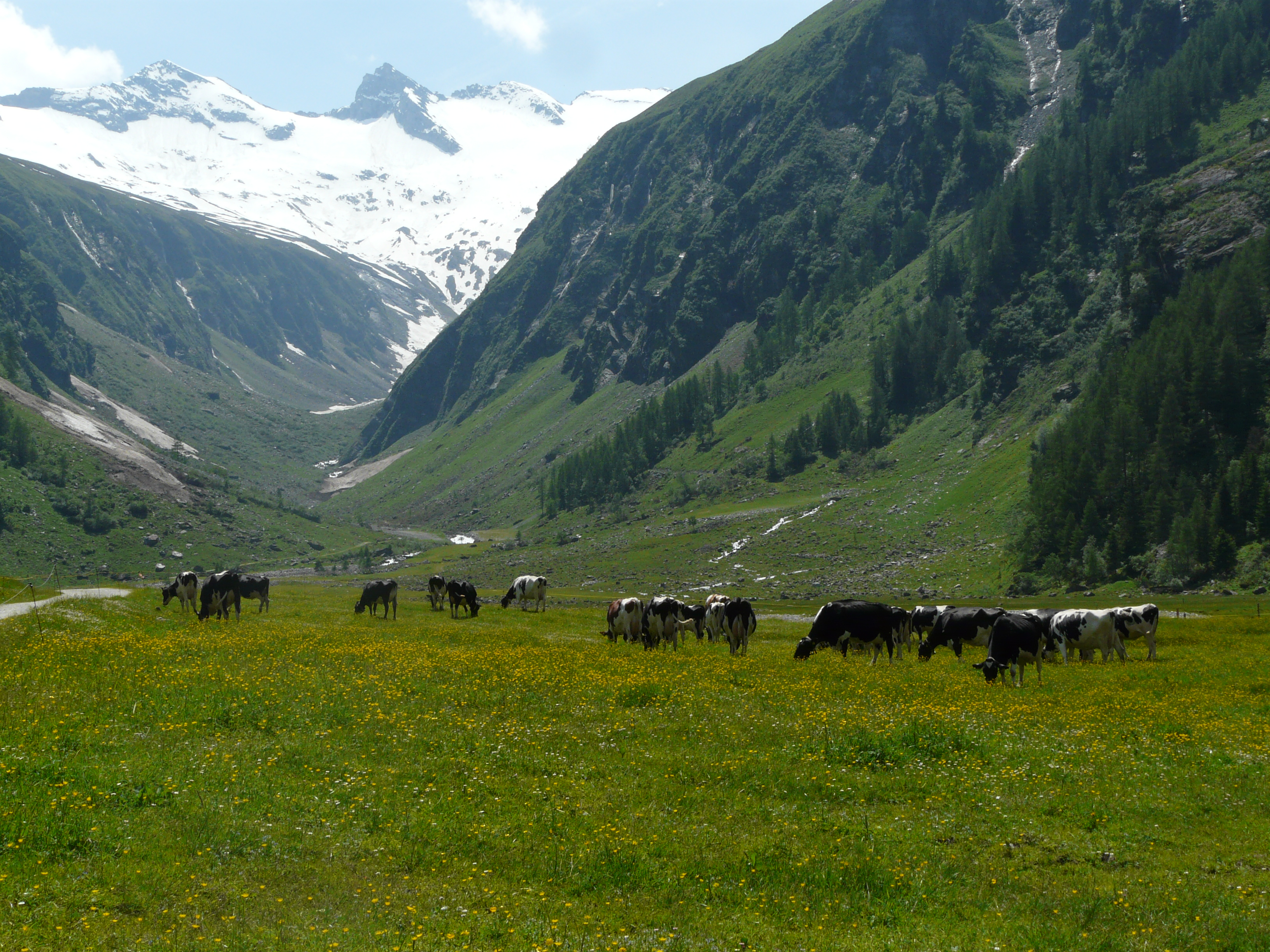
Das Habachtal bei der Moa Alm

Das Tal liegt im Bereich der Venedigergruppe.
Der Talschluss befindet sich auf etwa 2000 Metern Seehöhe und wird vom Habachkees (Gletscher) gebildet. Hier entspringt der Habach, der auf seinem Weg zur Salzach von etlichen Seitenbächen zusätzlich gespeist wird. Auf einer Länge von rund 14 km schwillt das Gewässer zu einem starken Wildbach an. Die Höhendifferenz von rd. 1200 Metern wird in Kaskaden und Wasserfällen überwunden.
Der mittlere Teil des Tales weist geringes Gefälle auf und hat die typische, von Gletschern geschliffene Trogform. Je weiter sich das Tal dem Salzachtal nähert, desto schluchtartiger wird es. Mächtige Schutthalden türmen sich an den Talrändern. Am Talausgang findet man an den Hängen die Moränen, die einst mächtige Habachgletscher bildeten. Diese stark verwitterten und von Humusschichten überlagerten Moränen sind aber für ungeübte Betrachter kaum mehr als solche zu erkennen.

## Geologie

Smaragde aus dem Habachtal

Die geologischen Verhältnisse im Habachtal unterscheiden sich völlig von denen der Nachbartäler. Im Groben kann man das Tal in vier Gesteinszonen gliedern. Der nördlichen Schieferzone am Talausgang folgt eine Zentralgneiszone. Danach schiebt sich die Habachzunge aus kristallinem Schiefer auf einer Breite von etwa 3 Kilometern quer durchs Tal, der Talschluss liegt in der Venediger-Zentralgneiszone.
Diese verschiedenen Gesteinsabfolgen sind auch für einen Laien beim Durchwandern des Tales gut zu erkennen. Am oberen Ende der Leckbachrinne, beim Smaragdbergwerk, dort wo das Gebirge über die Schwarze Wand fast senkrecht in das benachbarte Hollersbachtal abbricht, findet man zwischen Chlorit- und Kalkglimmerschiefer Einlagerungen von Serpentin, der hier zu Talk zersetzt ist. Vom etwas tiefer liegenden Serpentin unterscheidet er sich durch seine dunklere Farbe und seinen Mineralienreichtum, so enthält er z. B. Granate verschiedener Art, Diopsid, Aktinolith oder Klinochlor. Dieser Serpentin „beißt“ dann nochmals tiefer im Leckbachgraben knapp oberhalb des „Klammls“ aus. Hier treten geringe Mengen von Glanzschiefer, durchsetzt von einzelnen Erzlinsen auf. Auch findet man hier Chalkopyrit (Kupferkies), Pyrit und silberhaltigen Galenit (Bleiglanz).
Im Zentralgneis sind mineralienführende Gänge sehr verbreitet. Die Gänge zeichnen sich hauptsächlich durch den hohen Gehalt an titanhaltigen Mineralien aus. An den Wänden haben sich in der Regel Quarz und Feldspat abgesetzt. Auf dieser dünnen Unterlage sitzen sodann die Mineralien direkt auf dem Zentralgneis auf. In großen Hohlräumen, in denen sich die Kristalle frei ausbilden konnten, findet man oft prachtvolle, flächenreiche Bergkristalle, Rauchquarze oder porzellanartigen Periklin. Zu finden sind aber auch Apatit, Adular, verschiedene Turmaline oder Chlorite. Hervorzuheben ist auch das Vorkommen des blauen Beryll, von Chrysoberyll und des Molybdänits.

## Smaragdgewinnung
Der gezielte Abbau von Smaragden ist seit dem 17. Jahrhundert belegt, in die Römerzeit oder gar in die vorrömische Phase zurückgehende bergbauliche Tätigkeiten bleiben Mutmaßungen. Von 1862 bis 1878 wurden die Smaragdvorkommen vom Wiener Juwelier Samuel Goldschmidt ausgebeutet, aus dieser Zeit stammt etwa der 42-Karat-Habachtalsmaragd der britischen Kronjuwelen. Heute nicht mehr rentabel, wird die Smaragdgewinnung von der heimischen Strahlerfamilie Steiner betrieben und primär touristisch genutzt.

## Bewirtschaftung und Besiedlung

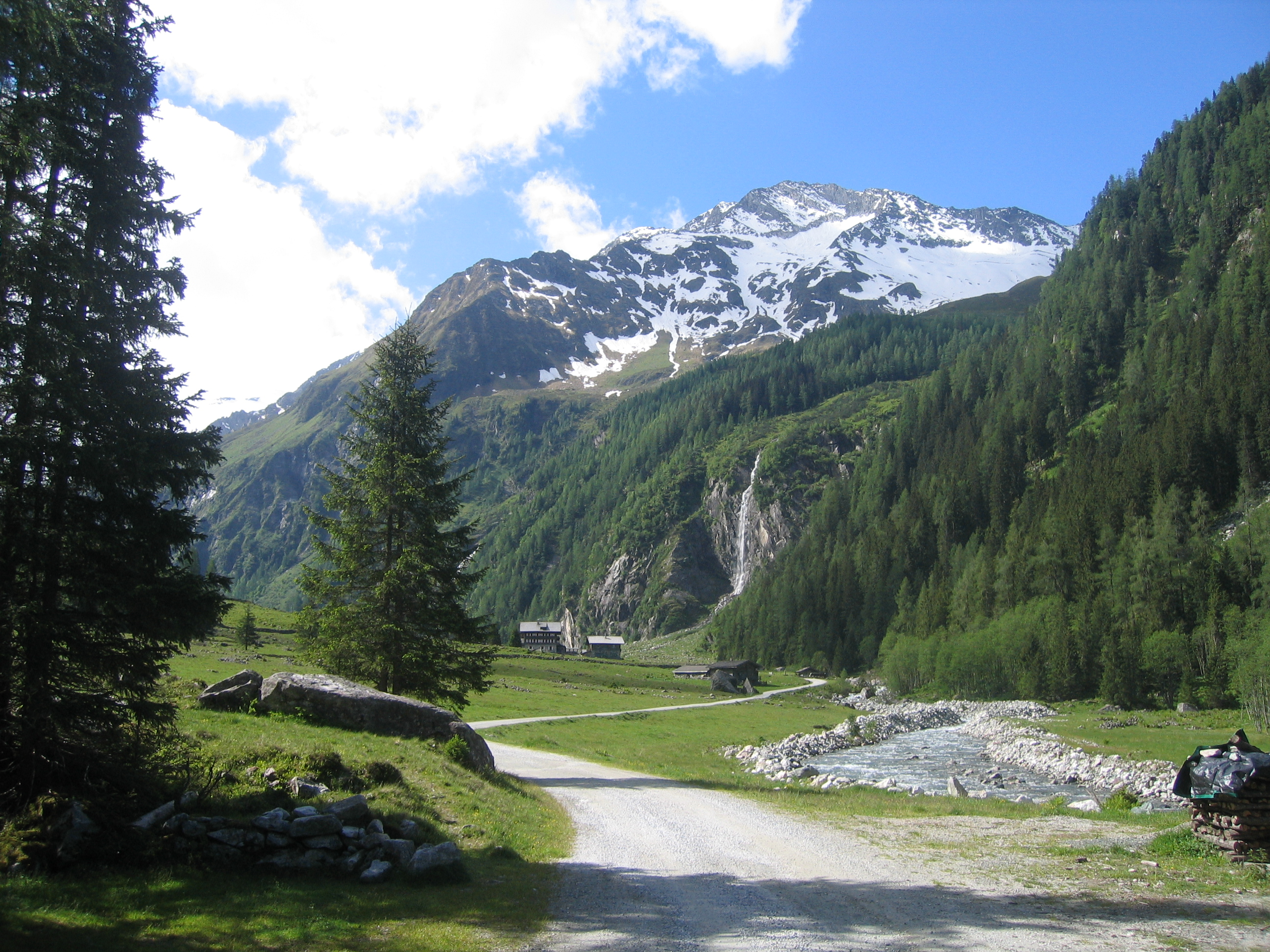
Blick in Richtung Berggasthof Alpenrose

Das Tal, welches in der Kernzone des Nationalpark Hohe Tauern liegt, war zu keiner Zeit dauerhaft besiedelt. Die Enge, aber auf jeden Fall die Lawinengefahr im Winter, verhindern dies.
In den Sommermonaten wird von einigen Bauern aus dem Salzachtal intensive Almwirtschaft betrieben. Kühe und Pferde weiden die kargen Almböden und -hänge ab. Die so produzierte Almmilch wird zu einer Käsesorte – dem Pinzgauer – verarbeitet und oftmals direkt an die Wanderer und Besucher verkauft.
Ins Tal gelangt man heute über eine Schotterstraße, die aber für den privaten Verkehr gesperrt ist. Am schönsten ist eine Wanderung bereits vom Taleingang aus, auch wenn in den Sommer- und Herbstmonaten ein Taxiverkehr eingerichtet ist, der von den Bewirtschaftern der Häuser Alpenrose und Enzianhütte betrieben wird. Beide Häuser bieten neben Verpflegung auch Unterkünfte für Wanderer. Sie dienen vielen Mineraliensammlern als Basis. Über das Habachtal kann man aber auch zur Neuen Thüringer Hütte aufsteigen, die wiederum Ausgangspunkt für zahlreiche, hochalpine Bergbesteigungen ist.

## Bartgeierfreilassung
Im Jahr 2011 wurden im Habachtal die zwei Bartgeier Smaragd und Jakob ausgewildert. Seit dem Start des Projektes zur Wiederansiedlung von Bartgeiern in den Alpen, wurden in Österreich mehr als 60 junge Bartgeier freigelassen.